# FLO-CERT GmbH
FLO-CERT GmbH es una sociedad de responsabilidad limitada que coordina todas las tareas y tramita toda la información relativa a la inspección y a la certificación de los productores y del comercio. Actúa independientemente de cualquier otro interés, y sigue la norma internacional ISO para organismos de certificación (ISO 65).